# Another Girl
Pistes de Help!
I Need You You're Going to Lose That Girl
Another Girl est une chanson des Beatles sortie en 1965 sur leur album Help!. La chanson est composée Paul McCartney mais créditée à Lennon/McCartney. McCartney a écrit la chanson alors qu'il était en vacances à Hammamet, en Tunisie. Il s'agit d'une chanson de pop au thème classique sur la durée possible d'une relation amoureuse alors que l'homme a déjà en vue « une autre fille ».
La chanson est enregistrée en une prise le 15 février, sur laquelle George Harrison rajoute des trémolos de guitare retravaillés. Exceptionnellement, McCartney enregistre également en superposition une partie de guitare solo.
Elle est publiée sur l'album Help! et dans le film du même nom. Contrairement à une grande majorité du répertoire du groupe, elle n'a pas fait l'objet de reprises notables.

## Genèse
Another Girl fait partie des chansons composées par Paul McCartney pour le film Help!. Il raconte à Barry Miles qu'elle a été écrite en vacances à Hammamet, en Tunisie. Dans cette chanson, il explique que sa petite amie exerce une trop grande pression sur lui et veut que leur relation s'inscrive sur le long terme tandis que lui pense en avoir trouvé une autre.
Selon le musicologue Allan Pollack, la chanson est très proche d'une composition de Lennon présente sur le même album You're Going to Lose That Girl sur les plans du style, de la forme musicale et de la gestion des chœurs.
Another Girl n'est pas une des chansons majeures de l'album Help!, comparée à la chanson titre, Ticket to Ride ou Yesterday. Ceci lui vaut parfois d'être considérée comme une chanson de remplissage. McCartney s'en défend cependant : « C'est un peu excessif d'en parler comme de chansons de remplissage car je pense qu'elles étaient un peu plus que ça, et que chacune avait réussi à passer l'épreuve des Beatles. Il fallait que nous l'aimions tous ».

## Enregistrement
L'enregistrement de Another Girl débute le premier jour des sessions de l'album  Help ! le 15 février 1965, dans les studios EMI de Londres. Après avoir mis en boîte le titre Ticket to Ride le groupe s'attèle à cette chanson, de 19h à 21 h 30. Une seule et unique prise est réalisée et jugée satisfaisante. Cependant, une dizaine d'ajouts sont travaillés à la guitare par George Harrison qui perfectionne les trémolos de la fin de la chanson. Le lendemain, Paul McCartney enregistre lui-même une partie de guitare solo supplémentaire pour la chanson.
Le 18 février, le producteur George Martin et les ingénieurs du son Norman Smith et Ken Scott travaillent au mixage de la version mono de la chanson. Le 23 février, le mixage stéréo est réalisé par Norman Smith et Malcolm Davies, sans la présence du producteur du groupe.

## Interprètes
- Paul McCartney : chant, guitare basse, guitare solo
- John Lennon : chœurs, guitare rythmique
- George Harrison : chœurs, guitare solo
- Ringo Starr : batterie

## Parution
Another Girl paraît au Royaume-Uni le 6 août 1965 sur l'album Help!, en cinquième position de la face A. Aux États-Unis, un album du même nom sort avec les seules chansons du film, dont celle-ci, le 13 août. Dans le film du même nom, la chanson apparaît lors d'une scène tournée dans les Bahamas, sur l'île de Balmoral. On y voit McCartney sur un récif de corail, tenant une jeune femme en bikini comme s'il s'agissait de sa guitare.
Assez peu de reprises ont été réalisées : George Martin en a produit une version orchestrale en 1965. Les Kingsmen en ont également enregistré une reprise.

### Publication en France
La chanson arrive en France en septembre 1965 sur la face A d'un 45 tours EP (« super 45 tours ») sous-titré Chansons du film Help! ; elle est accompagnée  de I Need You. Sur la face B figurent The Night Before et You're Going to Lose that Girl.